# Spilosoma minschanica
Spilosoma minschanica är en fjärilsart som beskrevs av Bang-haas. Spilosoma minschanica ingår i släktet Spilosoma och familjen björnspinnare. Inga underarter finns listade i Catalogue of Life.